# Pectiniunguis pectinatus
Pectiniunguis pectinatus är en mångfotingart som först beskrevs av Carl Graf Attems 1934.  Pectiniunguis pectinatus ingår i släktet Pectiniunguis och familjen småjordkrypare. Inga underarter finns listade i Catalogue of Life.